# Lestodiplosis rudbeckiae
Lestodiplosis rudbeckiae är en tvåvingeart som först beskrevs av Beutenmuller 1907.  Lestodiplosis rudbeckiae ingår i släktet Lestodiplosis och familjen gallmyggor.
Artens utbredningsområde är North Carolina. Inga underarter finns listade i Catalogue of Life.